# Bulca, Sinanpaşa
Bulca là một xã thuộc huyện Sinanpaşa, tỉnh Afyonkarahisar, Thổ Nhĩ Kỳ. Dân số thời điểm năm 2011 là 951 người.